# Pontiac Chassis Company
Pontiac Chassis Company war ein US-amerikanischer Hersteller von Automobilen.

## Unternehmensgeschichte
R. A. Palmer, der vorher Verkaufsleiter bei der Cartercar Company war, und H. H. Brooks gründeten Anfang 1915 das Unternehmen. Der Sitz war in Pontiac in Michigan. Wenig später kauften sie das Werk der aufgelösten Flanders Manufacturing Company. Sie begannen mit der Produktion von Automobilen. Der Markenname lautete Pontiac.
Im September 1915 verließ Brooks das Unternehmen und kümmerte sich verstärkt um die Herff-Brooks Corporation. Etwa ein Jahr später gründete Palmer die Olympian Motors Company und gliederte die Pontiac Chassis Company in das neue Unternehmen ein. 1916 endete die Produktion.
Weitere Pkw-Marken namens Pontiac kamen von der Pontiac Spring & Wagon Works und Pontiac, die zu General Motors gehörte.

## Fahrzeuge
Die Fahrzeuge hatten einen Vierzylindermotor von der Massnick-Phipps Manufacturing Company. Er war mit 25 PS angegeben und trieb über ein Dreiganggetriebe die Hinterachse an.
Das Fahrgestell hatte 269 cm Radstand. Die Aufbauten mussten die Kunden bei einem Karosseriehersteller ihrer Wahl anfertigen lassen.
Zwei Quellen geben an, dass wohl Fahrgestelle für die Duryea Tricycle Company gefertigt wurden. Allerdings wird dafür auch die Detroit Chassis Company genannt.